# サガエギボウシ
サガエギボウシ（寒河江擬宝珠）とはギボウシの中でも大きな葉に鮮明な黄覆輪が入った美しい品種で、ガーデニングの素材などとして世界的に高い評価を得ている。
大正時代後期に、現在の山形県寒河江市の市民が植えていたギボウシの中に、変わった覆輪のものを見つけたので鉢植えにしておいたところ、それを園芸関係者が見つけて大評判となった。サガエギボウシは同市の市の緑にもなっている。